# Arondismentul Ussel
Arondismentul Ussel (în franceză Arrondissement d'Ussel) este un arondisment din departamentul Corrèze, regiunea Limousin, Franța.

## Subdiviziuni

### Cantoane
- Cantonul Bort-les-Orgues
- Cantonul Bugeat
- Cantonul Eygurande
- Cantonul Meymac
- Cantonul Neuvic
- Cantonul Sornac
- Cantonul Ussel-Est
- Cantonul Ussel-Ouest

### Comune
| 1. Aix (19002)                       | 2. Alleyrat (19006)                | 3. Ambrugeat (19008)               | 4. Bellechassagne (19021)            |
| 5. Bonnefond (19027)                 | 6. Bort-les-Orgues (19028)         | 7. Bugeat (19033)                  | 8. Chavanac (19052)                  |
| 9. Chaveroche (19053)                | 10. Chirac-Bellevue (19055)        | 11. Combressol (19058)             | 12. Confolent-Port-Dieu (19167)      |
| 13. Couffy-sur-Sarsonne (19064)      | 14. Courteix (19065)               | 15. Darnets (19070)                | 16. Davignac (19071)                 |
| 17. Eygurande (19080)                | 18. Feyt (19083)                   | 19. Gourdon-Murat (19087)          | 20. Grandsaigne (19088)              |
| 21. Lamazière-Basse (19102)          | 22. Lamazière-Haute (19103)        | 23. Laroche-près-Feyt (19108)      | 24. Lestards (19112)                 |
| 25. Liginiac (19113)                 | 26. Lignareix (19114)              | 27. Margerides (19128)             | 28. Maussac (19130)                  |
| 29. Merlines (19134)                 | 30. Mestes (19135)                 | 31. Meymac (19136)                 | 32. Millevaches (19139)              |
| 33. Monestier-Merlines (19141)       | 34. Monestier-Port-Dieu (19142)    | 35. Neuvic (19148)                 | 36. Palisse (19157)                  |
| 37. Peyrelevade (19164)              | 38. Pradines (19168)               | 39. Péret-Bel-Air (19159)          | 40. Pérols-sur-Vézère (19160)        |
| 41. Roche-le-Peyroux (19175)         | 42. Saint-Angel (19180)            | 43. Saint-Bonnet-près-Bort (19190) | 44. Saint-Exupéry-les-Roches (19201) |
| 45. Saint-Fréjoux (19204)            | 46. Saint-Germain-Lavolps (19206)  | 47. Saint-Hilaire-Luc (19210)      | 48. Saint-Julien-près-Bort (19218)   |
| 49. Saint-Merd-les-Oussines (19226)  | 50. Saint-Pardoux-le-Neuf (19232)  | 51. Saint-Pardoux-le-Vieux (19233) | 52. Saint-Rémy (19238)               |
| 53. Saint-Setiers (19241)            | 54. Saint-Sulpice-les-Bois (19244) | 55. Saint-Victour (19247)          | 56. Saint-Étienne-aux-Clos (19199)   |
| 57. Saint-Étienne-la-Geneste (19200) | 58. Sainte-Marie-Lapanouze (19219) | 59. Sarroux (19252)                | 60. Sornac (19261)                   |
| 61. Soudeilles (19263)               | 62. Sérandon (19256)               | 63. Tarnac (19265)                 | 64. Thalamy (19266)                  |
| 65. Toy-Viam (19268)                 | 66. Ussel (19275)                  | 67. Valiergues (19277)             | 68. Veyrières (19283)                |
| 69. Viam (19284)                     |                                    |                                    |                                      |